# ФК Карађорђе Топола
ФК Карађорђе је фудбалски клуб из Тополе, Србија. Тренутно се такмичи у Подунавско-шумадијској зони, четвртом такмичарском нивоу српског фудбала. Клуб је основан 1919. године и један је од најстаријих клубова у Србији.